# Fieschertal
Fieschertal je obec v okrese Goms v německy mluvící část kantonu Valais ve Švýcarsku. Součástí obce jsou i osady Wichul, Zer Flie a Wirbul. Fieschertal je na Seznamu světového dědictví UNESCO - oblast Švýcarské Alpy Jungfrau-Aletsch.

## Geografie
Fieschertal je situován v údolí řeky Weisswasser, přítoku Rhôny, která vytéká z ledovce Fieschergletscher. Až do 60. let 20. století byla obec z Fiesche přístupná pouze pěšky. S rozlohou přes 170 km² je Fieschertal jednou z největších obcí ve Švýcarsku, přičemž 159,66 km² leží v oblasti světového přírodního dědictví. Většina území obce zahrnuje řídce osídlenou vysokohorskou krajinu a je silně zaledněná, včetně většiny ledovce Aletschgletscher a jeho přítokových ledovců, spolu s celým ledovcem Fieschergletscher. V katastru nebo na hranici obce jsou vrcholy Jungfrau, Mönch, Fiescherhorn, Agassizhorn, Finsteraarhorn, Oberaarhorn, Wasenhorn, Grünhorn, Wannenhorn, Eggishorn, Aletschhorn, Mittaghorn a Gletscherhorn, stejně jako jezero Märjelen. Jungfraujoch s turistickou atrakcí Top of Europe leží na severní hranici obce, ale přístup je pouze z komunit na severní straně.
Od roku 2016 spojuje Fieschertal se sousední obcí Bellwald na východě velkolepý visutý most pro pěší. Visutý most Aspi-Titter je dlouhý 160 metrů a překonává soutěsku Weisswasseru ve výšce 120 metrů.
Ve Fieschertalu jsou naturalizované jenišské rodiny, které však žijí mimo obec nebo jsou na cestách.

## Historie
Fieschertal je poprvé zmiňován v roce 1351 jako vallis de Vies. Ve 13. a 14. století držel údolí v panství rod Blandratů, kolem roku 1404 rytíř Johann Thomas de Platea. Od 15. století až do roku 1802 zde byl biskupský fojtský úřad s nižší soudní pravomocí. Fojt, který byl od roku 1646 volen občany, byl zároveň představeným obce. Roku 1590 proběhlo hraniční vyrovnání s Fieschem, roku 1662 vyrovnání měšťanských práv. Do roku 1798 tvořily Fieschertal a Bellwald jednu z devíti čtvrtí okrsku Goms. Ve středověku obec patřila k farnosti Ernen, od 16. století je součástí farnosti Fiesch. Zpevněná silnice do obce byla otevřena až v roce 1965, roku 1975 zahájila provoz elektrárna ve Flie. Od 70. let 20. století v obci roste turistický ruch v návaznosti na Fiesch.

## Obyvatelstvo
| Rok            | 1850 | 1900 | 1950 | 2000 | 2016 |
| Počet obyvatel | 138  | 181  | 254  | 255  | 321  |

## Dopravní spojení
Jediná tříkilometrová silnice spojuje Fieschertal s obcí Fiesch v hlavním údolí řeky Rhôny. Poštovní autobusy jezdí většinou v hodinových intervalech.

## Fotogalerie

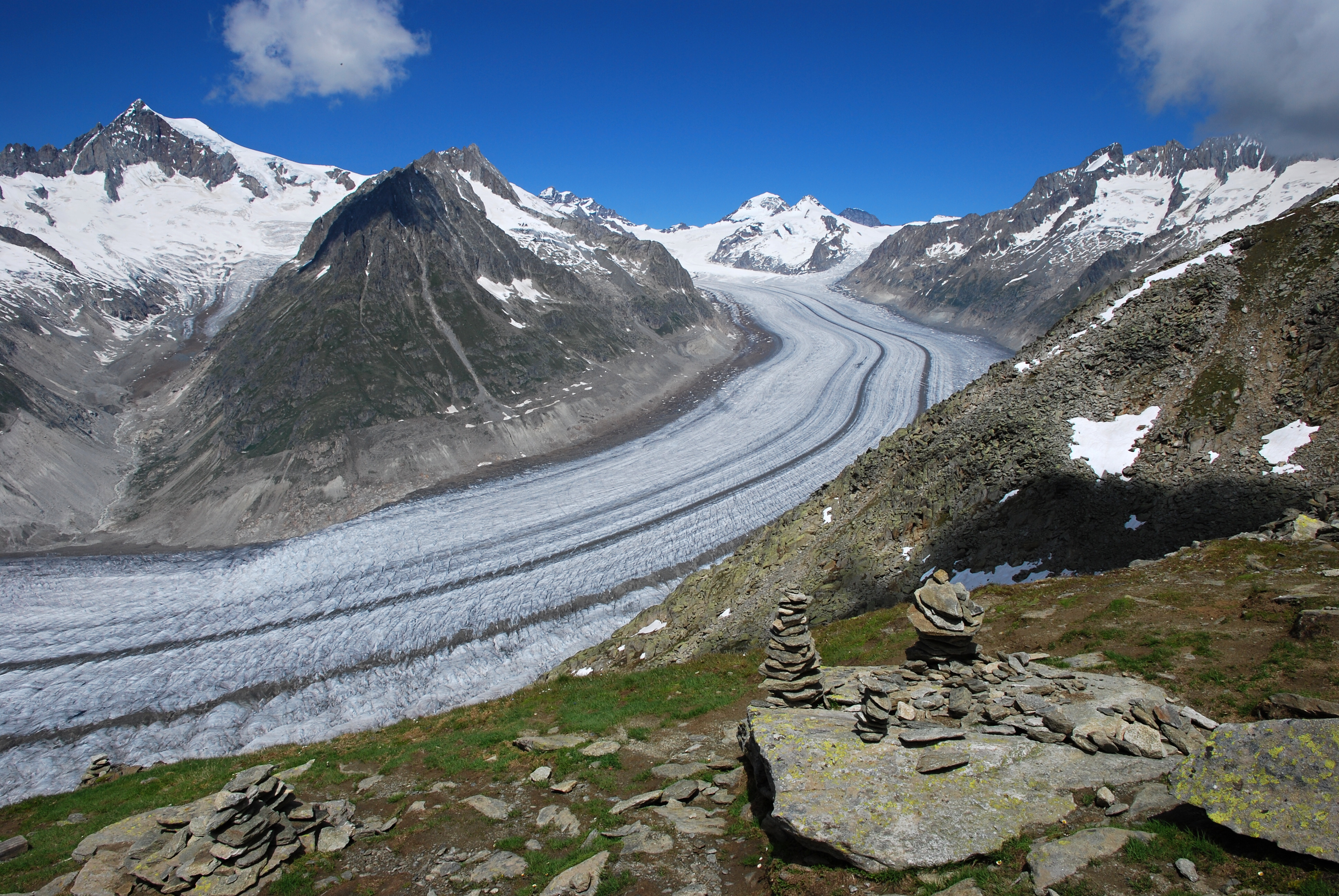
Aletschgletscher
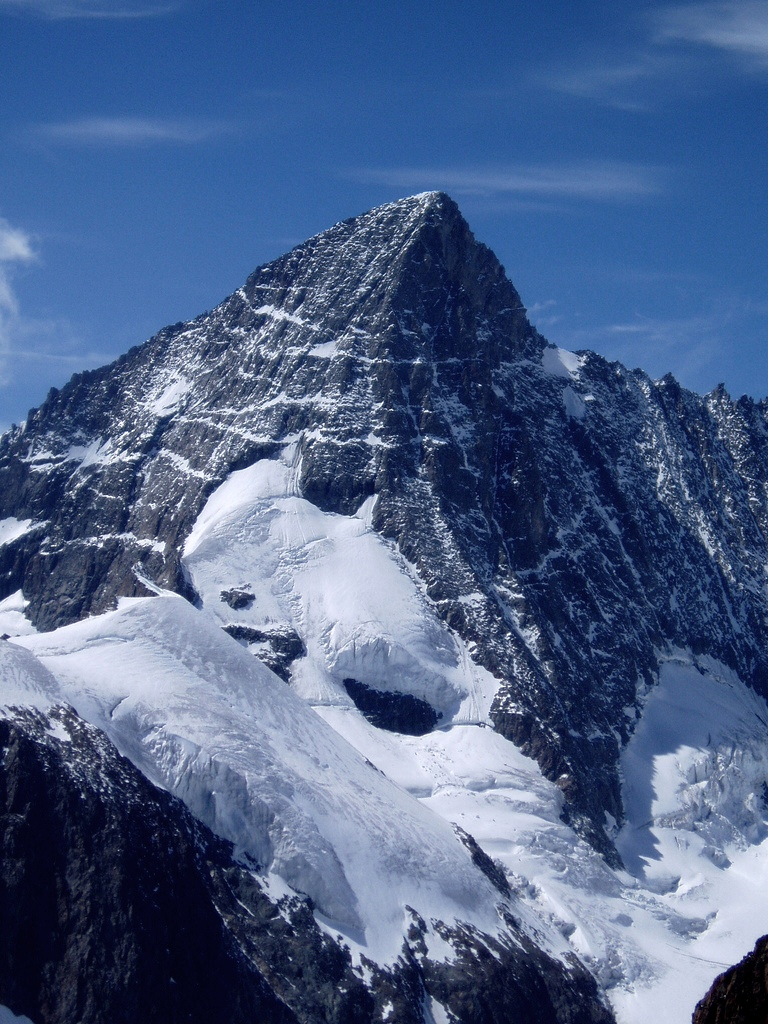
Grünhorn
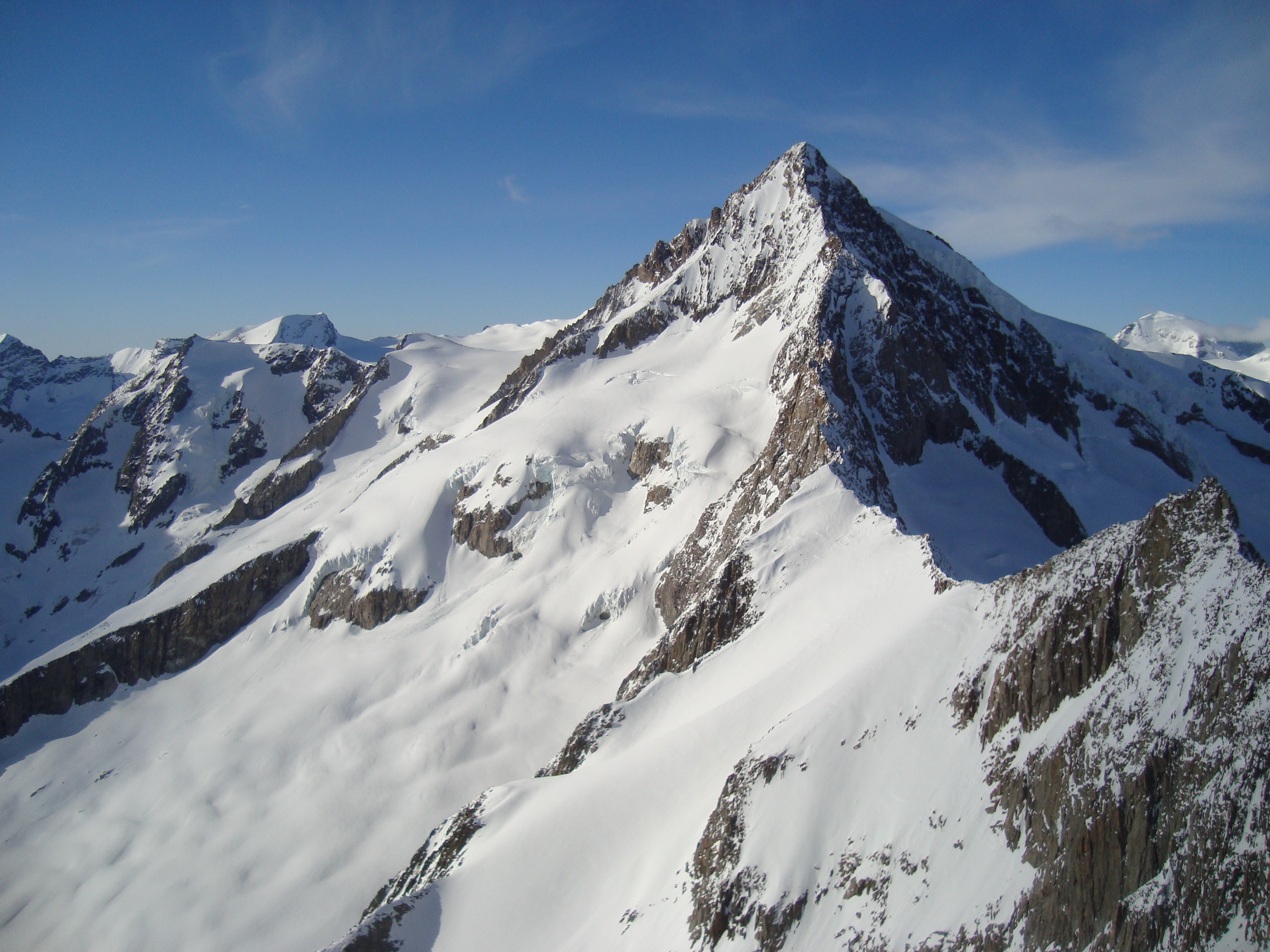
Aletschhorn
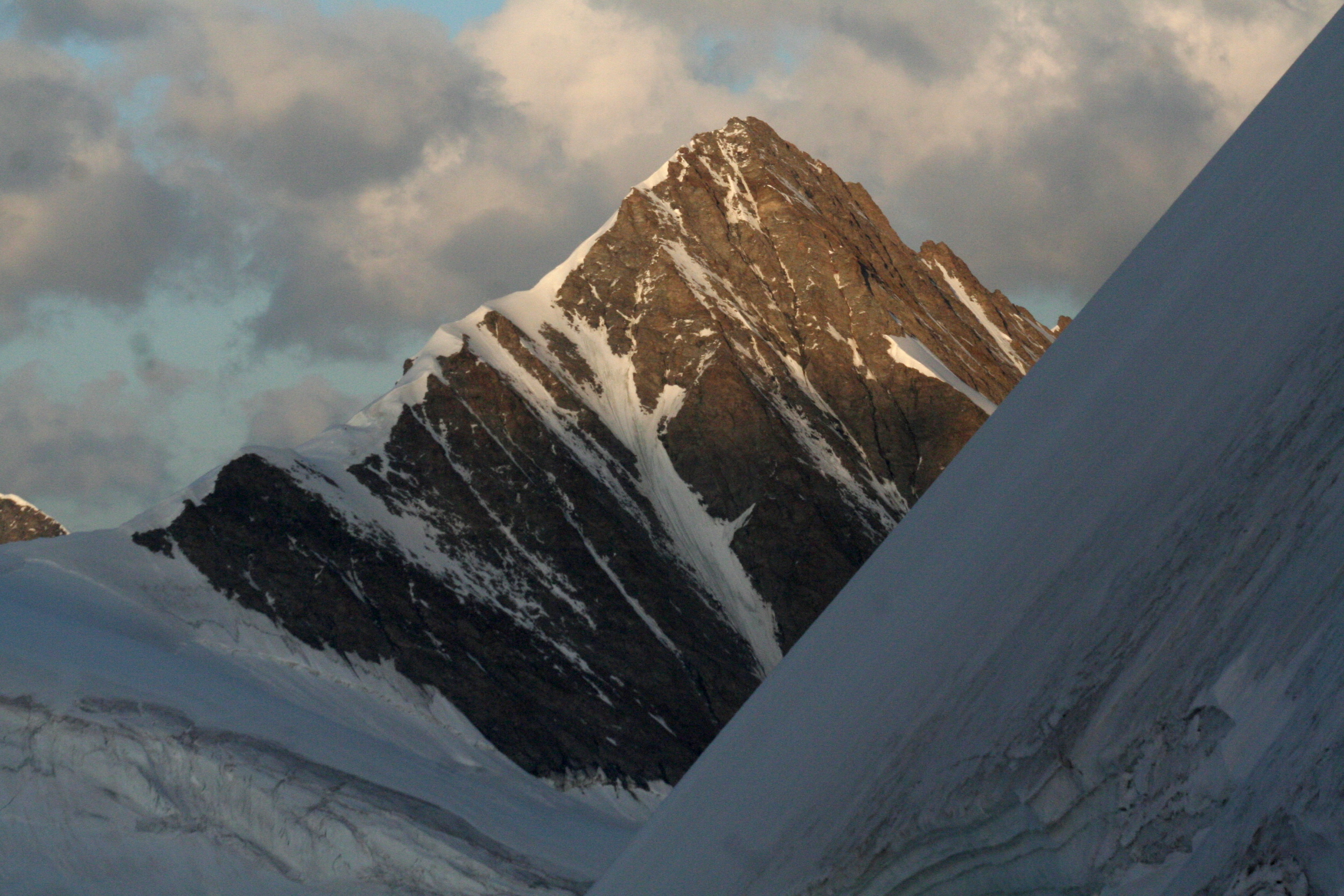
Fiescherhorn
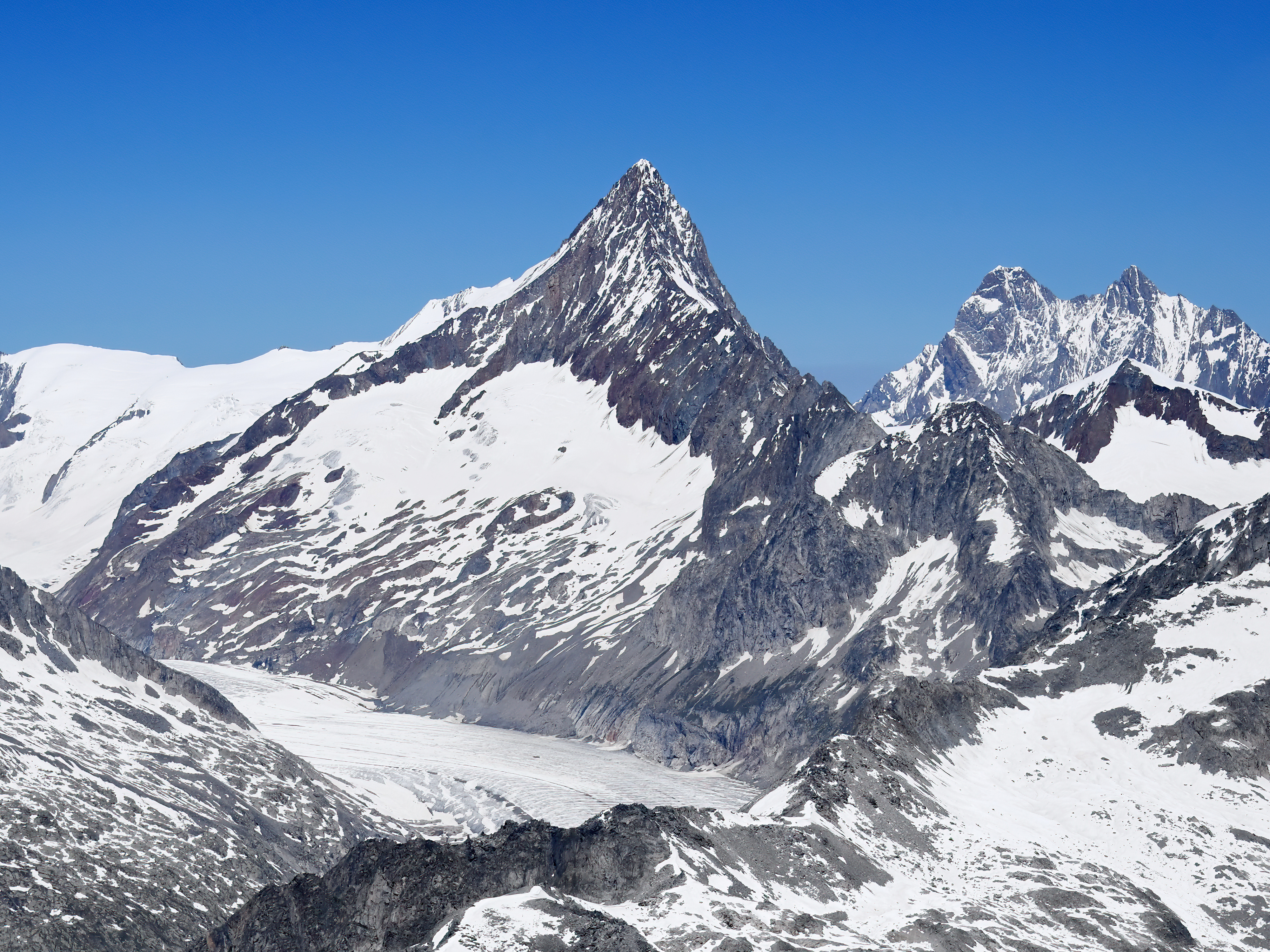
Finsteraarhorn
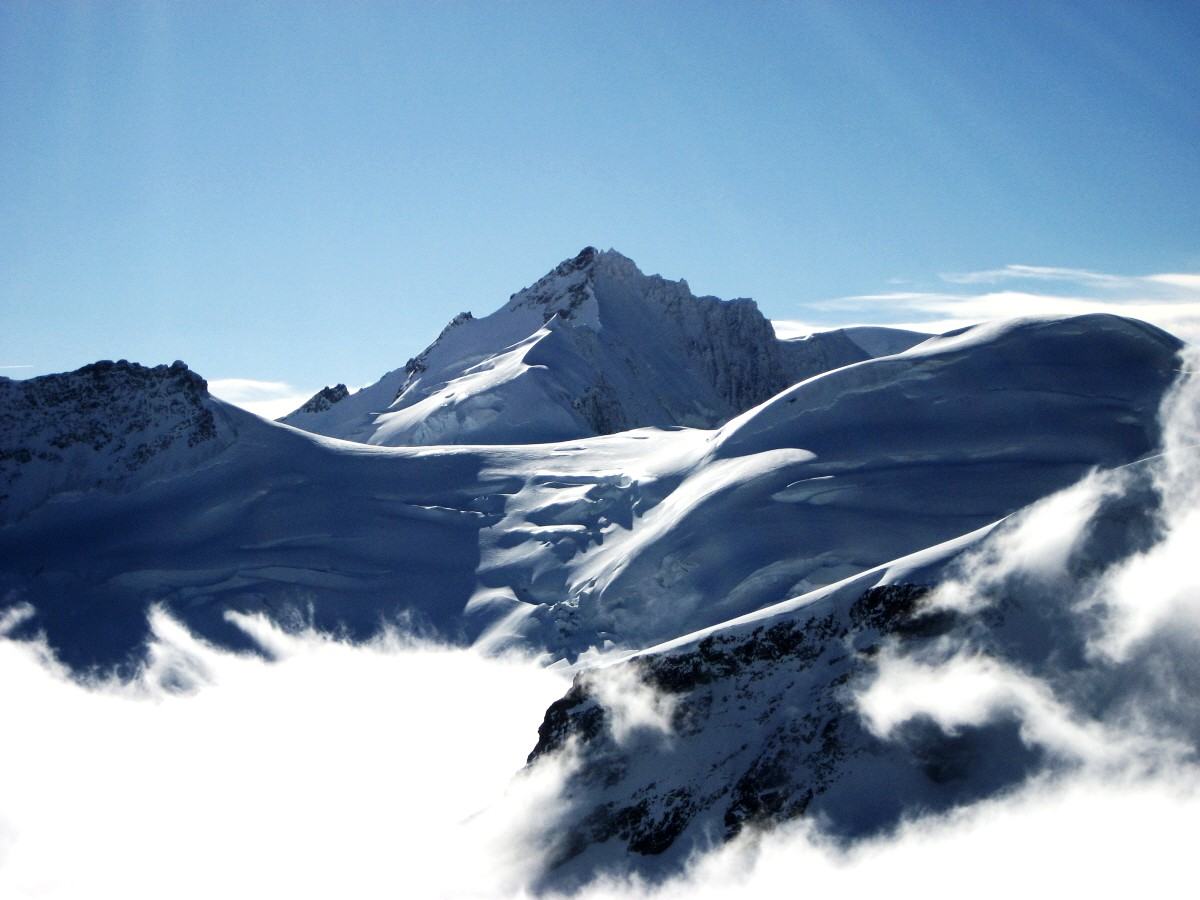
Gletschhorn
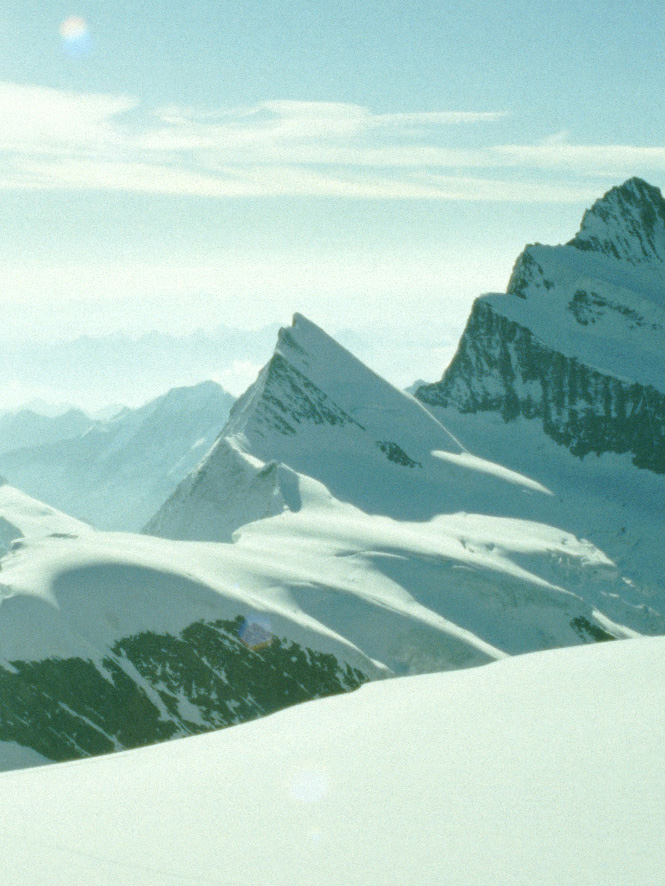
Agassizhorn
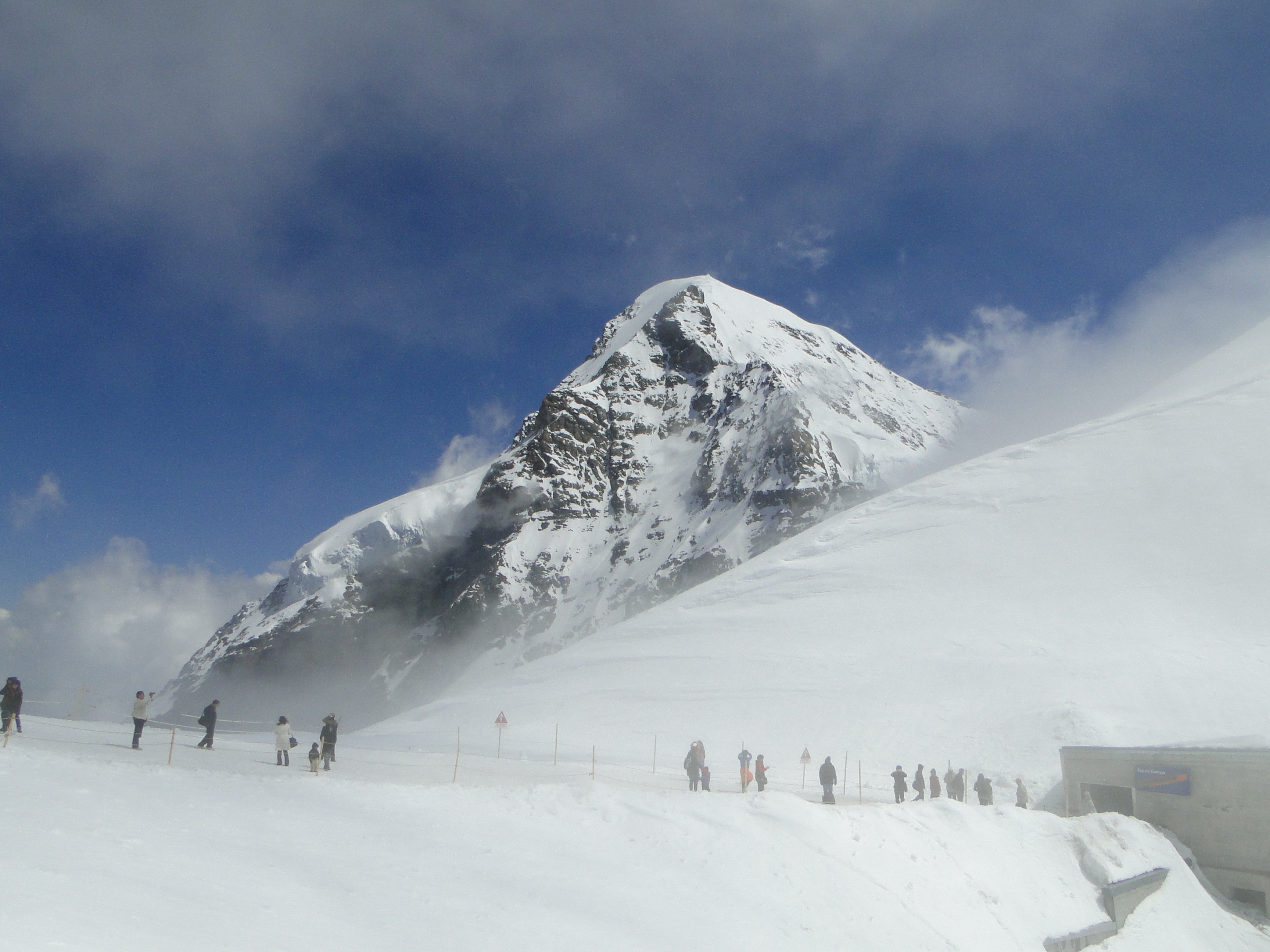
Jungfraujoch
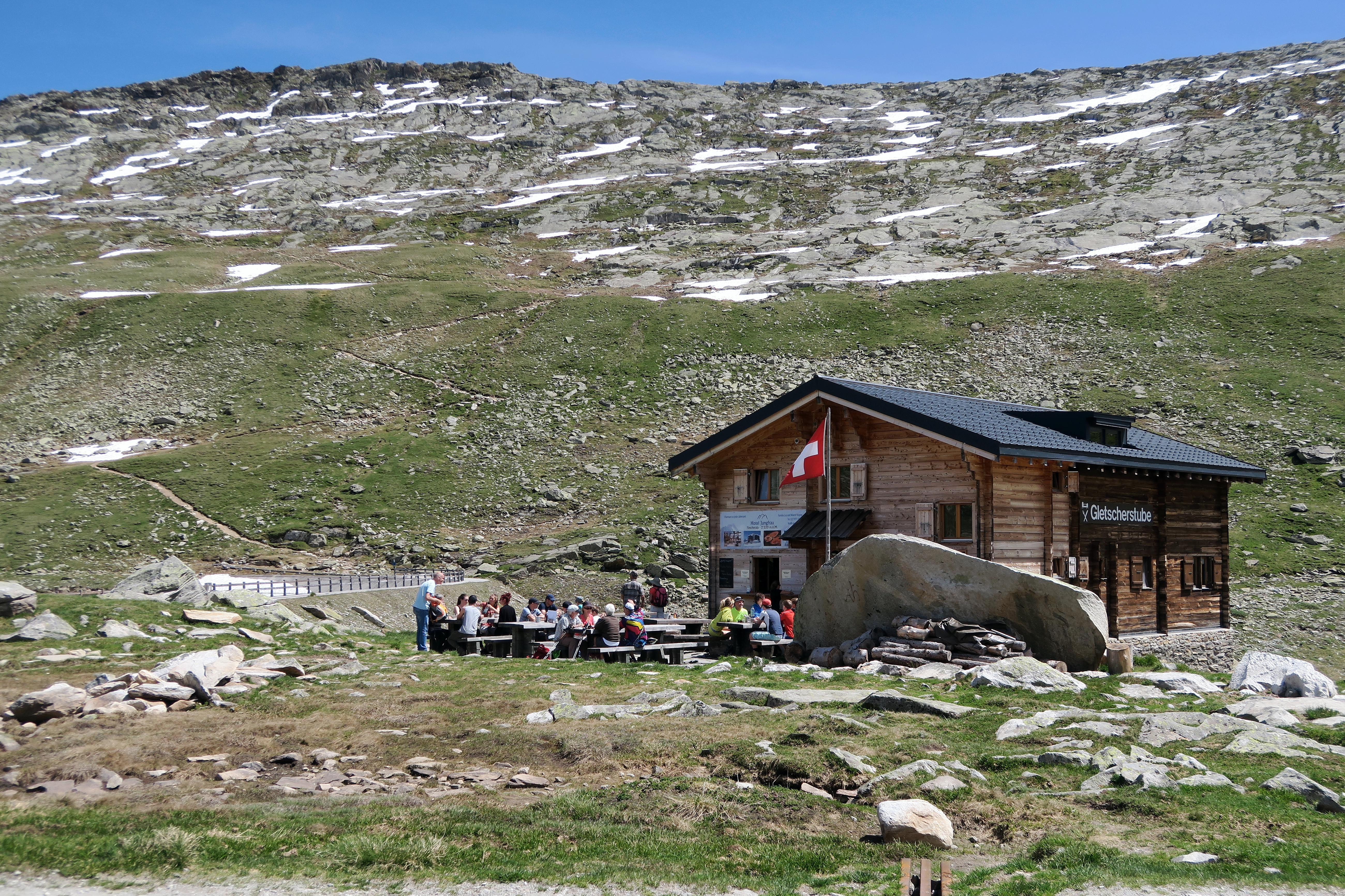
Marjälen - horská chata